# 三南地方
三南地方（サムナムちほう、삼남지방）は、朝鮮のうち南部地域に相当する慶尚道・全羅道・忠清道の三道のことを指した言葉である。三南三道（朝: 삼남삼도）とも。
古くから朝鮮半島を代表する穀倉地帯として知られており、朝鮮国家の首都であった開城あるいは漢城に食糧及び租税を供給する重要地域であり、海上交通などを用いて輸送が行われた。